# Balladyna indica
Balladyna indica är en svampart som beskrevs av V. B. Hosagoudar 2009. Balladyna indica ingår i släktet Balladyna och familjen Parodiopsidaceae.   Inga underarter finns listade i Catalogue of Life.